# Raïon de Tchachniki
Le raïon de Tchachniki (en biélorusse : Чашніцкі раён, Tchachnitski raïon ; en russe : Чашникский район, Tchachnikski raïon) est une subdivision de la voblast de Vitebsk, en Biélorussie. Son centre administratif est la ville de Tchachniki.

## Géographie
Le raïon couvre une superficie de 1 481,12 km2, dans le sud de la voblast. Le raïon de Tchachniki est limité au nord par le raïon de Bechankovitchy, à l'est par le raïon de Sianno et le raïon de Talatchyn, au  sud par la voblast de Minsk (raïon de Kroupki et raïon de Baryssaw), et à l'ouest par le raïon de Kroupki.

## Histoire
Le raïon de Tchachniki a été créé le 17 juillet 1924.

## Population

### Démographie
Les résultats des recensements de la population (*) font apparaître une relative stabilité de la population du raïon jusque dans les années 1990, suivie par une diminution dans les premières années du XXIe siècle.
| 1959*  | 1970*  | 1979*  | 1989*  | 1999*  | 2009*  |
| ------ | ------ | ------ | ------ | ------ | ------ |
| 44 532 | 47 445 | 46 895 | 43 602 | 41 985 | 35 043 |

Le raïon compte deux villes : 
- Tchachniki (9 009 habitants en 2013[2])
- Novaloukoml (13 141)

### Nationalités
Selon les résultats du recensement de 2009, la population du raïon se composait essentiellement des deux nationalités suivantes :
- 91,43 % de Biélorusses ;
- 6,91 % de Russes.

### Langues
En 2009, la langue maternelle était le biélorusse pour 73,27 % des habitants du raïon de Tchachniki et le russe pour 25,62 %. Le biélorusse était parlé à la maison par 39,06 % de la population et le russe par 59,13 %.